# Oswald Lehnich
Pour les articles homonymes, voir Lehnich.
Oswald Lehnich, né le 20 juin 1895 à Rosenberg (Province de Silésie) et mort le 23 mai 1961 à Bad Ditzenbach (Allemagne de l'Ouest), est un homme politique allemand, membre du NSDAP, qui a été ministre de l'économie du Land de Wurtemberg.

## Biographie
De 1933 à 1936, Oswald Lehnich a été Ministre des affaires économiques du Wurtemberg, pendant le cabinet (de) Mergenthaler (de).
Oswald Lehnich a été président de la Chambre du cinéma du Reich, qui dépendaient directement de Joseph Goebbels, président de la Chambre de la culture du Reich, de 1935 à 1939 et a été membre du jury de la Mostra de Venise en 1936, 1937 et 1938.